# Tom Fears
Thomas Jesse Fears (Guadalajara, 3 dicembre 1922 – 4 gennaio 2000) è stato un giocatore di football americano e allenatore di football americano statunitense di origini messicane che ha giocato nel ruolo di wide receiver per tutta la carriera con i Los Angeles Rams nella National Football League (NFL). Successivamente fu il capo-allenatore dei New Orleans Saints. È stato inserito nella Pro Football Hall of Fame nel 1970.

## Carriera professionistica
Fears fu il primo giocatore della storia della NFL ad allinearsi sulla linea di scrimmage lontano dai tackle, rendendolo di fatto il primo vero wide receiver della storia. Selezionato come defensive back dai Rams nel Draft NFL 1945, Fears si spostò nel ruolo di wide receiver nel 1948, mostrando tuttavia la sua versatilità nel giocare in difesa e come tight end. Durante le sue prime tre stagioni a livello professionistico guidò sempre la lega in ricezioni, stabilendo il record NFL con 77 prese nel 1949.
Il suo record ebbe vita breve, dopo che egli stesso lo portò a 84 nella stagione 1950, incluso l'allora primato di 18 ricezioni, in una partita contro i Green Bay Packers il 12 novembre. Tom contribuì al raggiungimento della finale del titolo NFL con tre touchdown su ricezione nel divisional round dei playoff contro i Chicago Bears, venendo premiato come All-Pro per il secondo anno consecutivo.
L'estate successiva, Fears fu imbrigliato in una disputa contrattuale con la squadra per il secondo anno consecutivo. Malgrado offerte da quattro diverse franchigie della Canadian Football League, Fears alla fine firmò un contratto da 13.000 dollari.
Nella stagione 1951, Fears giocò solo sette partite ma contribuì a guidare i Rams alla terza finale consecutiva. Dopo due delusioni, la franchigia conquistò il suo primo titolo NFL dal suo trasferimento da Cleveland, con Fears che segnò il touchdown della vittoria con una ricezione da yard che sbloccò il punteggio dal 17-17 del quarto periodo, superando i Cleveland Browns.
Dopo una stagione 1952 in cui ricevette 48 passaggi per 600 yard e 6 touchdown, la sua parabola discendente iniziò il 18 ottobre 1953 nella gara contro i Detroit Lions in cui si fratturò due vertebre. Limitato a sole 23 ricezioni quell'anno, mantenne una media di 40 passaggi ricevuti nei due anni successivi, ma dopo un infortunio nella pre-stagione del 1956, accumulò soli 5 passaggi prima di ritirarsi il 6 novembre. Per il resto di quell'annata occupò il ruolo di assistente allenatore, finendo la sua carriera con 400 ricezioni per 5.397 yard e 38 touchdown.

## Palmarès

### Franchigia
- Campionati NFL: 1

Los Angeles Rams: 1951

### Individuale
- Convocazioni al Pro Bowl: 1

1950
- All-Pro: 2

1949, 1950
- Leader della NFL in yard ricevute: 1

1950
- Leader della NFL in touchdown su ricezione: 1

1949
- Formazione ideale della NFL degli anni 1950
- Pro Football Hall of Fame (classe del 1970)
- College Football Hall of Fame

## Statistiche
| Ricezioni         | 400   |
| Yard su ricezione | 5.397 |
| Touchdown         | 38    |